# Basketbal op de Goodwill Games 1998
Basketbal is een van de sporten die beoefend werden tijdens de Goodwill Games 1998 in New York.

## Mannen

### Voorronde

#### Groep A
| Datum   | Land       | Score | Land       |
| ------- | ---------- | ----- | ---------- |
| 19 juli | Australië  | 84-72 | Argentinië |
| 19 juli | Litouwen   | 79-72 | Rusland    |
| 20 juli | Litouwen   | 81-77 | Argentinië |
| 20 juli | Rusland    | 81-73 | Australië  |
| 21 juli | Australië  | 82-64 | Litouwen   |
| 21 juli | Argentinië | 69-65 | Rusland    |

| Groep A |            |             |             |             |            |            |            |        |
| #       | Land       | Wedstrijden | Wedstrijden | Wedstrijden | Doelpunten | Doelpunten | Doelpunten | Punten |
| #       | Land       | G           | W           | V           | V          | T          | Saldo      | Punten |
| 1       | Australië  | 3           | 2           | 1           | 239        | 217        | 22         | 5      |
| 2       | Litouwen   | 3           | 2           | 1           | 224        | 231        | -7         | 5      |
| 3       | Argentinië | 3           | 1           | 2           | 218        | 230        | -12        | 4      |
| 4       | Rusland    | 3           | 1           | 2           | 218        | 221        | -3         | 4      |

#### Groep B
| Datum   | Land             | Score  | Land             |
| ------- | ---------------- | ------ | ---------------- |
| 19 juli | Puerto Rico      | 84-76  | Verenigde Staten |
| 19 juli | Brazilië         | 75-60  | China            |
| 20 juli | Brazilië         | 96-92  | Puerto Rico      |
| 20 juli | Verenigde Staten | 106-75 | Brazilië         |
| 21 juli | Verenigde Staten | 91-76  | China            |
| 21 juli | Puerto Rico      | 74-73  | China            |

| Groep B |                  |             |             |             |            |            |            |        |
| #       | Land             | Wedstrijden | Wedstrijden | Wedstrijden | Doelpunten | Doelpunten | Doelpunten | Punten |
| #       | Land             | G           | W           | V           | V          | T          | Saldo      | Punten |
| 1       | Verenigde Staten | 3           | 2           | 1           | 273        | 235        | 38         | 5      |
| 2       | Puerto Rico      | 3           | 2           | 1           | 250        | 245        | 5          | 5      |
| 3       | Brazilië         | 3           | 2           | 1           | 246        | 258        | -12        | 5      |
| 4       | China            | 3           | 0           | 3           | 209        | 240        | -31        | 3      |

### Halve Finales
| Datum   | Land             | Score | Land        |
| ------- | ---------------- | ----- | ----------- |
| 23 juli | Australië        | 86-74 | Puerto Rico |
| 23 juli | Verenigde Staten | 89-76 | Litouwen    |

### Bronzen Finale
| Datum   | Land     | Score  | Land        |
| ------- | -------- | ------ | ----------- |
| 24 juli | Litouwen | 119-75 | Puerto Rico |

### Finale
| Datum   | Land             | Score      | Land      |
| ------- | ---------------- | ---------- | --------- |
| 24 juli | Verenigde Staten | 93-85 (OT) | Australië |

### Eindrangschikking
| Goud | Zilver | Brons | 4 |
| Verenigde Staten Calvin Booth Elton Brand Brian Cardinal Keith Carter Khalid El-Amin Dion Glover A.J. Guyton Jumaine Jones Quincy Lewis Andre Miller James Posey Wally Szczerbiak                      | Australië Tony Ronaldson Brett Maher Frank Drmic Sam Mackinnon Simon Dwight Andrew Gaze Shane Heal Ben Melmeth Chris Anstey Andrew Vlahov Paul Rogers | Litouwen Šarūnas Jasikevičius Eurelijus Žukauskas Tomas Masiulis Saulius Štombergas Mindaugas Žukauskas Tomas Pačėsas Darius Lukminas Dainius Adomaitis Artūras Karnišovas Darius Maskoliūnas Gintaras Einikis Virginijus Praškevičius | Puerto Rico Piculín Ortiz Eddie Casiano Carmelo Travieso Orlando Santiago Jerome Mincy James Carter Javier Colón Orlando Vega Rolando Hourruitiner Édgar de León Eugenio Soto |
| 5 | 6 | 7 | 8 |
| Argentinië Marcelo Nicola Hugo Sconochini Alejandro Montecchia Esteban de la Fuente Juan Ignacio Sánchez Marcelo Milanesio Diego Osella Fabricio Oberto Manu Ginóbili Patricio Simoni Rubén Wolkowyski | Brazilië | Rusland Jevgeni Kisoerin Valeri Tichonenko Vasili Karasev Sergej Babkov Vitali Nosov Sergej Panov Andrej Fetisov Igor Koedelin Nikita Morgoenov Zachar Pasjoetin Dmitri Domani Igor Koerasjov                                          | China |

## Medaillespiegel
| Plaats | Land             | NOC    | Goud | Zilver | Brons | Totaal |
| ------ | ---------------- | ------ | ---- | ------ | ----- | ------ |
| 1      | Verenigde Staten | USA    | 1    | 0      | 0     | 1      |
| 2      | Australië        | AUS    | 0    | 1      | 0     | 1      |
| 3      | Litouwen         | LTU    | 0    | 0      | 1     | 1      |
| Totaal | Totaal           | Totaal | 1    | 1      | 1     | 3      |